# Moussa Sao
Moussa Sao est un footballeur franco-sénégalais né le 17 octobre 1989 à Fontenay-aux-Roses (Hauts-de-Seine). Il évolue au poste d'attaquant avec le SC Toulon en National 2.

## Biographie
Après un début de carrière remarqué dans le futsal, Moussa Sao attire l'attention d'écuries de Ligue 2. Après avoir séduit Erick Mombaerts, il signe en faveur du Havre AC en juillet 2013. Il joue son premier match professionnel le mois suivant en entrant en jeu lors de la première journée de championnat puis marque son premier but professionnel en septembre lors d'une victoire six buts à deux contre le RC Lens. Il s'impose peu à peu dans l'équipe havraise et devient même un titulaire au sein de l'effectif lors de sa seconde saison au club. Mais il quitte le club lors du mercato hivernal et s'engage pour trois saisons et demie avec le FC Sochaux-Montbéliard le 2 février 2015.
Il joue son premier match avec le FC Sochaux-Montbéliard quelques jours plus tard en entrant en jeu lors du déplacement au Dijon FCO et est régulièrement utilisé lors de la fin de saison. La saison suivante, il marque son premier but sous ses nouvelles couleurs dès le mois d'août lors du premier tour de Coupe de la Ligue mais ne réussit pas à trouver une place de titulaire au sein de l'effectif franc-comtois qui se maintient lors des dernières journées de championnat.
Lors de la saison 2016-2017, il est titulaire dès la première journée de championnat durant laquelle il marque le second but sochalien.
Le 23 juillet 2018, il s'engage avec le Red Star FC, récemment promu en Ligue 2, avec qui il disputera une première saison ponctuée d'un but face à l'AS Béziers, puis une deuxième en Championnat National où il s'illustrera grâce à deux buts et quatre passes décisives.
Moussa Sao rejoint ensuite le Stade Lavallois en 2020. Il signe sa première passe décisive avec les Tango contre le SC Lyon lors de la quatrième journée.

## Statistiques
| Saison                | Club                   | Championnat           | Championnat | Championnat | Championnat | Coupe nationale | Coupe nationale | Coupe nationale | Coupe de la Ligue | Coupe de la Ligue | Coupe de la Ligue | Total | Total | Total |
| Saison                | Club                   | Division              | M.          | B.          | P.d.        | M.              | B.              | P.d.            | M.                | B.                | P.d.              | M.    | B.    | P.d.  |
| 2013-2014             | Le Havre AC            | Ligue 2               | 18          | 1           | 2           | 1               | 0               | 0               | 2                 | 0                 | 0                 | 21    | 1     | 2     |
| 2014-2015             | Le Havre AC            | Ligue 2               | 18          | 5           | 2           | 1               | 0               | 0               | 1                 | 0                 | 0                 | 20    | 5     | 2     |
| Sous-total            | Sous-total             | Sous-total            | 36          | 6           | 4           | 2               | 0               | 0               | 3                 | 0                 | 0                 | 41    | 6     | 4     |
| 2014-2015             | FC Sochaux-Montbéliard | Ligue 2               | 15          | 0           | 1           | -               | -               | -               | -                 | -                 | -                 | 15    | 0     | 1     |
| 2015-2016             | FC Sochaux-Montbéliard | Ligue 2               | 28          | 4           | 2           | 3               | 2               | 0               | 2                 | 1                 | 0                 | 33    | 7     | 2     |
| 2016-2017             | FC Sochaux-Montbéliard | Ligue 2               | 25          | 5           | 2           | 1               | 0               | 0               | 4                 | 1                 | 0                 | 30    | 6     | 2     |
| 2017-2018             | FC Sochaux-Montbéliard | Ligue 2               | 17          | 0           | 2           | 1               | 0               | 0               | -                 | -                 | -                 | 18    | 0     | 2     |
| Sous-total            | Sous-total             | Sous-total            | 85          | 9           | 7           | 5               | 2               | 0               | 6                 | 2                 | 0                 | 96    | 13    | 7     |
| 2018-2019             | Red Star FC            | Ligue 2               | 23          | 1           | 0           | 2               | 0               | 0               | 1                 | 0                 | 0                 | 26    | 1     | 0     |
| 2019-2020             | Red Star FC            | National              | 21          | 2           | 4           | 5               | 0               | 2               | 1                 | 0                 | 0                 | 27    | 2     | 6     |
| Sous-total            | Sous-total             | Sous-total            | 44          | 3           | 4           | 7               | 0               | 2               | 2                 | 0                 | 0                 | 53    | 3     | 6     |
| 2020-2021             | Stade lavallois        | National              | 21          | 1           | 2           | -               | -               | -               | -                 | -                 | -                 | 21    | 1     | 2     |
| Total sur la carrière | Total sur la carrière  | Total sur la carrière | 186         | 19          | 17          | 14              | 2               | 2               | 11                | 2                 | 0                 | 211   | 23    | 19    |